# Lijst van burgemeesters van Teylingen
Dit is een lijst van burgemeesters van de Nederlandse gemeente Teylingen in de provincie Zuid-Holland sinds haar stichting op 1 januari 2006 door het samengaan van de gemeenten Sassenheim, Voorhout en Warmond.
| Ambtsperiode                        | Naam burgemeester                  | Partij of stroming | Bijzonderheden                                    |
| ----------------------------------- | ---------------------------------- | ------------------ | ------------------------------------------------- |
| 1 januari 2006 – 28 augustus 2006   | Jeroen (J.M.) Staatsen             | VVD                | waarnemend                                        |
| 28 augustus 2006 – 1 oktober 2012   | Sander (S.W.J.G.) Schelberg        | VVD                |                                                   |
| 1 oktober 2012 – 1 oktober 2013     | Marjan (M.J.P.) van Kampen-Nouwen  | CDA                | waarnemend; per 1 oktober 2013 benoemd in Schagen |
| 2 december 2013 – 25 september 2014 | Anne Lize (A.L.E.C.) van der Stoel | VVD                | waarnemend                                        |
| 29 september 2014 – heden           | Carla (C.G.J.) Breuer              | CDA                | [ 3 ]                                             |